# Anatole-Félix Le Double
Anatole-Félix Le Double ou Anatole-Félix Ledouble (né à Rocroi le 14 août 1848 - mort accidentellement à Tours le 22 octobre 1913) est un anatomiste français.

## Biographie
Élève interne des Hôpitaux de Paris (1873), il consacra sa thèse au « kleisis génital et principalement à l'occlusion vaginale et vulvaire dans les fistules uro-génitales » (1876). Il fut professeur de la faculté de médecine de Tours, et membre correspondant de l'Académie de médecine (1896). Il a été récompensé du prix scientifique Montyon pour ses recherches (1898), et a été à trois reprises lauréat du prix Godard de la Société Anatomique de France (1880, 1898 et 1905).
Il est un pionnier de la paléopathologie en France.

## Œuvres
- Traité des variations anatomiques de l'Homme et de leur signification au point de vue de l'anthropologie zoologique, en quatre volumes :
  - Traite des variations du système musculaire de l'Homme et de leur signification au point de vue de l'Anthropologie, (1897), Paris, éd. Schleicher fr.
  - Traité des variations du crâne de l'Homme
  - Traité des variations de la face chez l'Homme
  - Traité des variations de la colonne vertébrale de l'Homme, 1912
- Rabelais, anatomiste et physiologiste, éd. Leroux (1899).
- (en coll. avec François Houssay) Les velus : contribution à l'étude des variations par excès du système pileux de l'Homme, éd. Vigot (1912) - 501 pages